# Циемупе (остановочный пункт)
Цие́мупе (латыш. Ciemupe) — остановочный пункт в посёлке Циемупе Огресгалсской волости Огрского края Латвии, на железнодорожной линии Рига — Крустпилс, ранее являвшейся частью Риго-Орловской железной дороги.

## История
Остановочный пункт Циемупе был открыт в 1929 году.